# Suore crocifisse adoratrici dell'Eucaristia
Le suore crocifisse adoratrici dell'Eucaristia sono un istituto religioso femminile di diritto pontificio: le suore di questa congregazione pospongono al loro nome la sigla C.A.E.

## Storia
La congregazione venne fondata a Napoli il 21 novembre 1885 da Maddalena Notari (1847-1919), in religione madre Maria Pia della Croce.
Le crocifisse adoratrici dell'Eucaristia vennero approvate da Guglielmo Sanfelice d'Acquavella, arcivescovo di Napoli, il 23 giugno 1892; ricevettero il pontificio decreto di lode il 21 novembre 1899 e l'approvazione definitiva della Santa Sede il 10 febbraio 1915.
Una suora dell'istituto, Maria Grazia Tarallo (in religione suor Maria della Passione), è stata beatificata nel 2006.

## Attività e diffusione
Le religiose si dedicano al culto dell'Eucaristia, della passione di Gesù e dei dolori di Maria; attendono alla confezione di ostie e all'assistenza all'infanzia, specialmente a quella abbandonata.
La sede generalizia è in via San Gregorio Armeno a Napoli.
Alla fine del 2008 la congregazione contava 171 religiose in 17 case.